# Pennathur
Pennathur (o Pennattur) è una suddivisione dell'India, classificata come town panchayat, di 8.014 abitanti, situata nel distretto di Vellore, nello stato federato del Tamil Nadu. In base al numero di abitanti la città rientra nella classe V (da 5.000 a 9.999 persone).

## Geografia fisica
La città è situata a 12° 15' 0 N e 79° 13' 60 E e ha un'altitudine di 147 m s.l.m..

## Società

### Evoluzione demografica
Al censimento del 2001 la popolazione di Pennathur assommava a 8.014 persone, delle quali 3.922 maschi e 4.092 femmine. I bambini di età inferiore o uguale ai sei anni assommavano a 834, dei quali 443 maschi e 391 femmine. Infine, coloro che erano in grado di saper almeno leggere e scrivere erano 5.435, dei quali 2.993 maschi e 2.442 femmine.